# China Taipéi en los Juegos Olímpicos de Nagano 1998
China Taipéi (Taiwán) estuvo representada en los Juegos Olímpicos de Nagano 1998 por siete deportistas, seis hombres y una mujer, que compitieron en tres deportes.
El portador de la bandera en la ceremonia de apertura fue el piloto de bobsleigh Sun Kuang-Ming. El equipo olímpico no obtuvo ninguna medalla en estos Juegos.